# Maurizio Levak
Maurizio Levak (Pula, 1967.) hrvatski je povjesničar.

## Životopis
rođen je u Puli 1967. godine. Diplomirao je 2000. povijest i hrvatski jezik i književnost na Filozofskom fakultetu u Puli, a na Odsjeku za povijest Filozofskog fakulteta u Zagrebu magistrirao 2005. i doktorirao 2009. Od 2000. na Odsjeku za povijest radi kao asistent, a od 2011. kao docent. Glavno mu je područje zanimanja srednjovjekovna povijest, s naglaskom na rani srednji vijek.

## Vanjske poveznice
- Hrvatska znanstvena bibliografija